# Häädemeeste (entitat de població)
Häädemeeste (en estonià, literalment "homes bons"; en alemany: Gudmannsbach) és l'entitat de població (alevik) principal i homònima del municipi rural de Häädemeeste. Se situa al comtat de Pärnu, al sud-oest d'Estònia. El 2010 tenia una població de 790 habitants.